# Cihlářská hlína

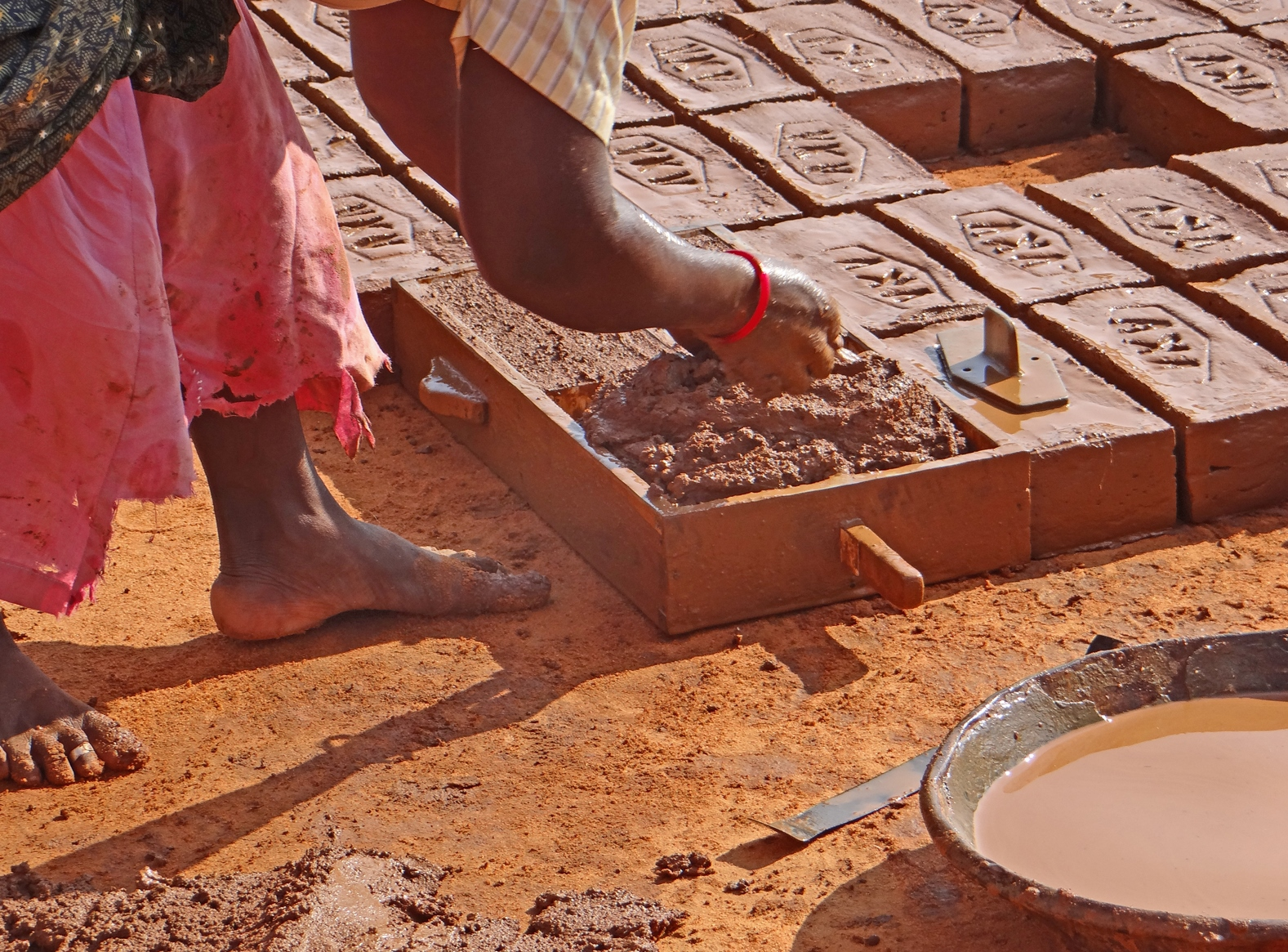
Ruční formování cihlářské hlíny do dřevěné formy (Indie)

Cihlářská hlína je druh hlíny mastného vzhledu a žluté až žlutočervené barvy, který se používá jako cihlářská surovina, zejména na výrobu cihel, pálených i nepálených, a jiných stavebních komponent.
Z geologického hlediska se jedná o čtvrtohorní spraš nebo její druhotnou naplaveninu, z níž byl časem vyluhován uhličitan vápenatý (CaCO3). Hlavní složkou je jemný křemitý prach (křemen, živec a slída) a jíl; vápenité složky (CaCO3) tvoří sražené hrudky tzv. „cicváry“. Typické žluté až žlutočervené zbarvení způsobují oxidy železa.
Pro výrobu stavebních materiálů je nutné cihlářskou hlínu čistit (vyprat a hníst), aby se co nejvíce zbavila cicvárů a jiných nečistot, které pak nejčastěji vlivem vlhka způsobují praskání pálených výrobků.
Cihlářská hlína vyniká i jako úrodná zemědělská půda (z jejích spodních vrstev ji v novověku těžili sedláci). Její ložiska se nacházejí po celém území České republiky; v místě těžby pro stavební účely vznikaly hliníky (hliniště) kde pracovali hlináci, později cihelny nebo cihelné hutě.